# Карякин, Юрий Викторович
Юрий Викторович Карякин (1907—1987) — советский инженер-химик, доктор химических наук (1956), профессор (1959). Лауреат Сталинской премии (1951).

## Биография
Родился 2 июля 1907 года в Санкт-Петербурге. Окончил Уральский политехнический институт (1930). Работал там же. Организатор и первый заведующий кафедрой физико-химических методов анализа физико-технического факультета УПИ. Доктор химических наук (1956), профессор (1959).
Одновременно с 1930 г. заместитель директора Свердловского завода химических реактивов, в организации которого принимал непосредственное участие.
С 1949 по 1963 гг. работал на Уральском электрохимическом комбинате (УЭХК, г. Новоуральск Свердловской области): начальник химического сектора, начальник созданной им химико-аналитической лаборатории ЦЗЛ, с 1956 г.- начальник ЦЗЛ.
Руководил работами по получению чистых урановых продуктов и металлического высокообогащенного урана.
В 1963—1982 гг. профессор кафедры неорганической химии Воронежского технологического института.
Автор монографий «Чистые химические реактивы» (1936, неоднократно переиздавалась), «Кислотные основные индикаторы» (1951), других печатных работ.
Сталинская премия 1951 года — за вклад в освоение промышленного диффузионного метода обогащения урана. Награждён орденами Ленина (1962), Трудового Красного Знамени (1951, 1954), медалями.
Сочинения:
- Чистые химические вещества [Текст] : руководство по приготовлению неорганических реактивов и препаратов в лабораторных условиях / Ю. В. Карякин, И. И. Ангелов. — 4-е изд., перераб. и доп. — М. : Химия, 1974. — 408 с.
- Кислотно-основные индикаторы [Текст] : Теорет. основы и практ. применение. — Москва ; Ленинград : Госхимиздат, 1951. — 198 с. : черт.; 21 см.
- Чистые химические реактивы: руководство по приготовлению неорганических реактивов и препаратов в лабораторных условиях. Юрий Викторович Карякин, Иван Иванович Ангелов. Госуд. Научно-техн. Изд. Хим. Лит., 1955 — Всего страниц: 583

Умер 12 февраля 1987 года.